# لیدیا ویلیامز
لیدیا ویلیامز (انگلیسی: Lydia Williams؛ زادهٔ ۱۳ مهٔ ۱۹۸۸) بازیکن فوتبال اهل استرالیا است.
از باشگاه‌هایی که در آن بازی کرده‌است می‌توان به وسترن نیویورک فلش، واشینگتن اسپیریت، شیکاگو رد استارز، تیم فوتبال زنان آرسنال، و هیوستون دش اشاره کرد.
وی همچنین در تیم‌های ملی فوتبال Australia women's national under-20 soccer team و زنان استرالیا بازی کرده‌است.